# Olaf Kübler
Olaf Kübler (Berlijn, 8 september 1937 – Montabaur, 12 september 2024) was een Duitse jazzsaxofonist.

## Carrière
Kübler, die na het einde van de Tweede Wereldoorlog opgroeide bij zijn moeder in Gießen, ontdekte door de daar gestationeerde Amerikaanse militairen de jazz- en de bluesmuziek. Op 17-jarige leeftijd kreeg hij een altsaxofoon. In 1958 speelde hij in het Mac Reimann Sextett uit Marburg. In 1959 studeerde hij jazz in Keulen bij Kurt Edelhagen. Als tenorsaxofonist was hij lid van de Jazz Cookers met Manfred Schoof, Alexander von Schlippenbach en Jaki Liebezeit. Daarna ging hij met Gunter Hampel op tournee. Na twee jaar in Zwitserland verhuisde hij in 1966 naar München, waar hij onder andere speelde met Don Menza, Benny Bailey en in het Joe Haider Quintet. Ook was hij betrokken bij opnamen van de filmcomponist Peter Thomas. In 1967 nam hij met het jazzensemble van de BR onder Pepsi Auer deel aan het Montreux Jazz Festival.
In 1969 stapte hij over naar de rock- en popmuziek, waar hij als manager en producent van de band Amon Düül II bekend werd. Hij maakte met Klaus Doldinger film- en tv-muziek en was een van de mede-oprichters van de band Passport.
In 1973 begon een meer dan tienjarige samenwerking met Udo Lindenberg. Hij nam ook deel aan het legendarische optreden van Lindenberg in Moskou. In 1979 daagde hij Lindenberg voor het gerecht wegens enkele, ogenschijnlijk van Kübler afkomstige formuleringen in diens teksten en vorderde 500.000 mark schadevergoeding. De juridische strijd werd in 1981 door een compromis buitengerechtelijk bijgelegd. Een nieuwe aanklacht werd door het gerecht afgewezen.
In 1973 begon zijn samenwerking met Eberhard Schoener. Bovendien speelde hij voor de popband The Police de saxofoonsolo op de single Low Life. Het daarop volgende jaar maakte hij een tournee met de bluesbard Willy Michl door Beieren. Van 1980 tot 1982 speelde hij in de band van Marius Müller-Westernhagen. Tussen 1985 en 1990 ontwikkelde hij een nauwe relatie met Paul Millns, met wie hij onder andere Finally Falls the Rain opnam. Dankzij Millns hervond hij zijn jazzwortels. Hij woonde in de buurt van Frankfurt am Main.
Kübler overleed 87-jarige leeftijd.

## Discografie

### Albums
- 1968: Turtles (met Jan Hammer, George Mraz, Cees See, Michael Dennert; verschenen in 2007)
- 1973: Utopia: Utopia
- 1985: Finally Falls the Rain (met Paul Millns)
- 1995: Round the Outside (met Dr. Lonnie Smith, Kenny Martin, Bill Bickford)
- 2002: When I'm 64 (met Christoph Spendel, Kurt Billker, André Nendza)
- 2005: Midnight Soul (met Christoph Spendel, André Nendza, Joe Bonica)
- 2006: So war´s – voll daneben (met Wolfgang Schmid)

- Bibliothèque nationale de France: cb14195294p (data)
- Gemeinsame Normdatei: 120184613
- International Standard Name Identifier: 0000 0000 5515 7671
- MusicBrainz: 78ad521f-9c2f-47fd-8bc8-59919199daf2
- Nationale Bibliotheek van Tsjechië: xx0164446
- Nederlandse Thesaurus van Auteursnamen: 072280794
- Réseau des bibliothèques de Suisse occidentale: 02-A008965186
- Système universitaire de documentation: 251295842
- Virtual International Authority File: 8211958
- WorldCat: E39PBJjmWyGvhxHKfxBXcccXVC